# Wednesday (Fernsehserie)
Wednesday ist eine US-amerikanische Comedy-Horror-Fernsehserie, die auf der Figur Wednesday Addams aus The Addams Family basiert. Sie wurde von Alfred Gough und Miles Millar entwickelt und zeigt Jenna Ortega in der Hauptrolle sowie Catherine Zeta-Jones, Luis Guzmán, Isaac Ordonez, Gwendoline Christie, Emma Myers, Riki Lindhome, Jamie McShane, Fred Armisen und Christina Ricci in Nebenrollen. Bei den ersten vier der acht Episoden führte Tim Burton Regie, der auch als Executive Producer fungiert. Die Serie dreht sich um die Titelfigur, die versucht, ein Monster-Mysterium an ihrer Schule zu lösen.
Am 6. Januar 2023 kündigte Netflix eine zweite Staffel an. Im Juli 2025 wurde die 3. Staffel angekündigt.

## Handlung
Wednesday Addams wird, nachdem sie wegen eines Anschlags mit Piranhas auf Mitschüler der Highschool verwiesen wurde, gegen ihren Willen von ihren Eltern auf die Nevermore Academy geschickt, ein Internat für monströse Außenseiter, das auch von ihren Eltern besucht wurde.
Wednesday hat Mühe, sich in die Gruppe ihrer Mitschüler einzufügen, und muss sich mit ihren eigenen übersinnlichen Fähigkeiten auseinandersetzen. Sie wird Zeugin mehrerer Morde, die von einem seltsamen Monster begangen werden, und beschließt, diese zu untersuchen.
Auf ihrer Suche nach Antworten erfährt sie, dass Joseph Crackstone, der Stadtvater der in der Nähe gelegenen Stadt Jericho, es sich zum Ziel gesetzt hatte, die Stadt von allen Außenseitern zu befreien. Darunter war auch eine von Wednesdays Vorfahren, Goody Addams, mit deren Geist sie kommunizieren kann. Ein mutmaßlicher Mord in der Vergangenheit ihrer Familie und einige andere Hinweise führen sie zur Familie Gates, die Crackstones Mission erfüllen wollte. Eine Lehrerin aus Nevermore entpuppt sich als tot geglaubtes Mitglied dieser Familie. Um Nevermore zu zerstören, lässt sie Crackstone wieder auferstehen, wird aber schließlich zusammen mit ihm von Wednesday und ihren Klassenkameraden besiegt.

## Figuren
- Wednesday Addams ist eine Teenagerin mit übersinnlichen Fähigkeiten und wird auf die Nevermore Academy geschickt, nachdem sie die Mobber ihres Bruders Pugsley angegriffen hat. Wednesday ist intelligent, sarkastisch, scharfsinnig, introvertiert und sadistisch. Sie hat eine Reihe von Detektivromanen geschrieben. Wednesday ist überaus beschützerisch gegenüber ihrer Familie und ihren Freunden, sie hat eine Abneigung gegen Verbindungen und manchmal scheint sie die Wehrlosen zu verteidigen, obwohl der Schein trügt. Letztendlich freundet sie sich mit Enid Sinclair, ihrer Mitbewohnerin, und Eugene Otinger an und wird im Nevermore populär, weil sie den gefürchteten Hauptantagonisten Joseph Crackstone neutralisiert.
- Enid Sinclair ist eine Werwölfin und die Mitbewohnerin von Wednesday. Sie ist fröhlich, lebhaft, frech und optimistisch, mit anderen Worten: Wednesdays Alptraum. Enid liebt Farben, K-Pop, Kuscheltiere, Klatsch, Hockey und Kung-Fu-Filme. Sie ist eine Spätzünderin und hat es noch nicht geschafft, sich in einen Wolf zu verwandeln, aber sie weiß, dass sie es irgendwann schaffen wird. Trotz ihres süßen Aussehens ist Enid eigentlich härter als sie scheint. Sie ist in Ajax verliebt und sie kommen im Laufe der Serie zusammen.
- Tyler Galpin ist ein Teenager, der sein ganzes Leben in Jericho gelebt hat und in einem Café arbeitet, wo er später auch die Bekanntschaft von Wednesday macht. Er lebt zusammen mit seinem Vater, dem Sheriff von Jericho. Seine Mutter ist verstorben. Er wirkt anfangs etwas schüchtern und tollpatschig, stellt sich aber als sympathisch und neugierig heraus. Tyler gefällt das Kleinstadtleben in Jericho nicht und er wünscht sich, irgendwann die Stadt verlassen zu können. Obwohl alle Beweise gegen ihn sprechen, findet Wednesday bei einem Kuss mit ihm heraus, dass er das Monster ist, das die Morde begangen hat. Er ist nämlich wie seine Mutter ein Hyde. Der Hyde in Tyler wurde durch Laurel Gates alias Marilyn Thornhill hervorgelockt, wodurch Tyler Laurel Gates als seine „Meisterin“ ansieht und alles für sie tun würde. Seine Mutter war Schülerin an der Nevermore Academy.
- Xavier Thorpe ist ein übernatürlich (Visionen) begabter Künstler und Schüler an der Nevermore Academy. Er ist sehr begabt im Zeichnen und Malen und kann mithilfe einer besonderen Fähigkeit seine Bilder zum Leben erwecken. Sein Vater ist sehr erfolgreich und es lastet deshalb ein großer Druck auf ihm. Er ist Mitglied der Geheimorganisation der Nightshades. Er war mit Bianca zusammen, trennte sich jedoch von ihr. Im Laufe der Serie entwickelt er Gefühle für Wednesday. In der letzten Folge schenkt er ihr ein Handy, in dem seine Nummer eingespeichert ist.
- Bianca Barclay ist eine beliebte Mitschülerin. Sie ist eine Sirene, Mitglied der Nightshades und Xaviers ehemalige Freundin. Am Anfang besteht eine starke Rivalität mit Wednesday, von der sie sich herausgefordert fühlt. Bianca ist ehrgeizig und konkurrenzfähig. Sie hat aber einen starken Moralkodex und verabscheut den Gedanken, ihre Kräfte dazu einzusetzen, andere zu manipulieren, weil sie um ihrer selbst willen gemocht werden will. Bianca heißt eigentlich Brady Jane und ist von einer Sekte geflohen.
- Ajax Petropolus ist ein Schüler und wird der Freund von Enid. Er ist ein Gorgone, der häufig bekifft ist und deshalb oft nicht versteht, worum es geht.
- Donovan Galpin ist Sheriff von Jericho. Er untersucht die Morde und verdächtigt die Schüler von Nevermore.
- Marilyn Thornhill ist Lehrerin für Botanik und Ansprechperson für Wednesday im Internat. Sie ist das einzige „normale“ Mitglied im Lehrer-Kollegium. Am Ende der ersten Staffel findet Wednesday heraus, dass sie die eigentlich totgeglaubte Laurel Gates ist und sich an den Außenseitern für Todesfälle in ihrer Familie rächen möchte.
- Das eiskalte Händchen ist Wednesdays „bester Freund“. Es wurde am Anfang der Staffel von Wednesdays Eltern Morticia und Gomez Addams als Spion nach Nevermore geschickt, jedoch findet Wednesday schnell heraus, warum Händchen da ist. Es hilft ihr bei ihren Untersuchungen und schreibt auch Romane. Mit Enid versteht sich Händchen ziemlich gut, weil sie oft zusammen Make-up-Tutorials machen. In der 7. Folge findet Wednesday Händchen erstochen in ihrem Zimmer und weint zum ersten Mal in der Serie, da sie Angst um ihren Freund hat, doch es überlebt dank Onkel Festers Elektromagie.
- Eugene Otinger ist ein Nerd mit einer Vorliebe für Bienen. Eugene ist der Präsident von Nevermores Imkerclub (den Summ-Summs) und einer der ersten Freunde von Wednesday in Nevermore. Nachdem er von dem Hyde angegriffen wurde, lag er im Koma. Er erwacht jedoch im Staffelfinale und hilft Wednesday dabei, zu erkennen, dass Ms. Thornhill die Meisterin des Hydes ist.
- Dr. Valerie Kinbott ist die Therapeutin vieler Kinder in Jericho. Sie ist besonders für Wednesday da und versucht, dass sich das Mädchen ihr öffnet. Im Laufe der Zeit wird sie von Wednesday verdächtigt, Laurel Gates zu sein, während Xavier der Hyde wäre. Doch kurz nach der Konfrontation durch Wednesday wird Dr. Kinbott vom wahren Hyde getötet.
- Larissa Weems ist die Direktorin von Nevermore und hegt einen Groll gegen Morticia Addams, da diese in ihrer Schulzeit beliebt war. Larissa war in Gomez verknallt, aber er hatte kein Interesse an ihr. Wednesday findet später heraus, dass Direktorin Weems eine Gestaltwandlerin ist, sie hatte sich bei einem damaligen Wettbewerb mit Morticia Addams in die Schauspielerin Judy Garland verwandelt. In der letzten Folge wird sie von Laurel Gates getötet, als sie diese mit „Marilyn“ anspricht. Sie stirbt an einer Nachtschattenvergiftung.
- Gomez Addams ist der Vater von Wednesday und Pugsley und der Ehemann von Morticia. Er wurde damals wegen des Mordes an Garret Gates schuldig gesprochen, dem Bruder von Laurel Gates. Er liebt seine Morticia abgöttisch, was in der Staffel sehr oft durch kleine Spitznamen oder Küsschen auf die Hand gezeigt wird.
- Morticia Addams ist Wednesdays und Pugsleys Mutter und die Ehefrau von Gomez. Wie Wednesday hat sie Visionen der Zukunft, aber aufgrund ihres Wesens sind ihre eher positiv. Sie war in ihrer Schulzeit sehr beliebt, unter anderem, weil sie Kapitänin des Fechtclubs war. Sie war der Schwarm von Garret Gates und hatte ihn auch letztendlich getötet, wurde jedoch von Gomez geschützt. Am Ende erkennt sie, dass Wednesday nie in ihre Fußstapfen treten wird. Trotzdem ist sie stolz auf ihre Tochter.
- Pugsley Addams ist der kleine Bruder von Wednesday und das zweite Kind von Gomez und Morticia. Er ist sensibler und emotionaler als seine ältere Schwester Wednesday. Pugsley liebt alles, was mit Explosionen zu tun hat. Seinetwegen musste Wednesday die Schule wechseln. Er vermisst seine große Schwester, da niemand mehr versucht, ihn morgens umzubringen.
- Onkel Fester ist Gomez’ Bruder, der Schwager von Morticia und der Onkel von Pugsley und Wednesday. Er verfügt über elektromagnetische Magie, wodurch er das „eiskalte Händchen“ am Leben erhielt. Er ist etwas korpulent, hat eine Glatze und wohnt bei den Summ-Summs, um nicht entdeckt zu werden.

## Besetzung und Synchronisation
Die deutschsprachige Synchronisation entstand bei Iyuno Germany (Staffel 1) und Interopa Film (Staffel 2) in Berlin nach der Übersetzung von Sebastian Römer und Dialogbüchern von Tom Sander (und die Episoden 6, 7 und 8 von Nina Jahn), welcher neben Peggy Sander ebenfalls die Dialogregie übernahm.

### Hauptbesetzung
| Schauspieler              | Rollenname                     | Hauptrolle (Episoden) | Nebenrolle (Episoden)      | Synchronsprecher                                     |
| ------------------------- | ------------------------------ | --------------------- | -------------------------- | ---------------------------------------------------- |
| Jenna Ortega              | Wednesday Addams               | 1.01–                 |                            | Magdalena Montasser                                  |
| Jenna Ortega              | Goody Addams                   |                       | 1.02–1.03, 1.06, 1.08      | Magdalena Montasser                                  |
| Gwendoline Christie       | Direktorin Larissa Weems       | 1.01–1.08             |                            | Angela Wiederhut                                     |
| Riki Lindhome             | Dr. Valerie Kinbott            | 1.01–1.07             |                            | Nicole Hannak                                        |
| Jamie McShane             | Sheriff Donovan Galpin         | 1.01–1.08             | 2.01–2.03                  | Viktor Neumann                                       |
| Hunter Doohan             | Tyler Galpin                   | 1.01–                 |                            | Henning Nöhren                                       |
| Percy Hynes White         | Xavier Thorpe                  | 1.01–1.08             |                            | Amadeus Strobl                                       |
| Emma Myers                | Enid Sinclair                  | 1.01–                 |                            | Saskia Glück                                         |
| Joy Sunday                | Bianca Barclay                 | 1.01–                 |                            | Samina König                                         |
| Georgie Farmer            | Ajax Petropolus                | 1.01–                 |                            | Till Flechtner                                       |
| Naomi J. Ogawa            | Yoko Tanaka                    | 1.01–1.08             |                            | Johanna Schmoll                                      |
| Christina Ricci           | Marilyn Thornhill/Laurel Gates | 1.01–1.08             | 2.03–2.04                  | Sonja Spuhl (Staffel 1) Julia Kaufmann (Staffel 2)   |
| Moosa Mostafa             | Eugene Otinger                 | 1.02–1.06, 1.08–      |                            | Faris Herrmann                                       |
| Catherine Zeta-Jones      | Morticia Addams                | 2.01–                 | 1.01, 1.05 *               | Arianne Borbach (Staffel 1) Bettina Weiß (Staffel 2) |
| Gwen Jones (jung)         | Morticia Addams                |                       | 1.05                       | Leonie Dubuc                                         |
| Luis Guzmán               | Gomez Addams                   | 2.01–                 | 1.01, 1.05 *               | Michael Iwannek                                      |
| Lucius Hoyos (jung)       | Gomez Addams                   |                       | 1.05                       | Jan Makino                                           |
| Steve Buscemi             | Direktor Barry Dort            | 2.01–                 |                            | Santiago Ziesmer                                     |
| Isaac Ordonez             | Pugsley Addams                 | 2.01–                 | 1.01, 1.05                 | Emil Graf                                            |
| Owen Painter              | Schlürfi/Slurp                 | 2.01–                 |                            | Fabian Kluckert                                      |
| Billie Piper              | Isadora Capri                  | 2.01–                 |                            | Melanie Hinze                                        |
| Luyanda Unati Lewis-Nyawo | Deputy Richie Santiago         | 2.01–                 | 1.01–1.03, 1.05, 1.07–1.08 | Almut Zydra                                          |
| Victor Dorobantu          | Händchen/Thing                 | 2.01–                 | 1.01–1.08                  | ohne Worte                                           |
| Noah B. Taylor            | Bruno Yuson                    | 2.01–                 |                            | Lasse Dreyer                                         |
| Evie Templeton            | Agnes DeMille                  | 2.01–                 |                            | Milena Luisa Rybiczka                                |

### Nebenbesetzung
| Schauspieler           | Rollenname                 | Nebenrolle (Episoden)      | Synchronsprecher |
| ---------------------- | -------------------------- | -------------------------- | ---------------- |
| Iman Marson            | Lucas Walker               | 1.01, 1.03–1.04, 1.06–1.07 | Nicolas Rathod   |
| George Valentin Burcea | Lurch                      | 1.01, 1.05, 1.08           | ohne Worte       |
| Joonas Suotamo         | Lurch                      | 2.01–2.04                  | ohne Worte       |
| Johnna Dias-Watson     | Divina                     | 1.01–1.08                  | Laura Oettel     |
| Oliver Watson          | Kent                       | 1.01–2.01, 2.03            |                  |
| Calum Ross             | Rowan Laslow               | 1.01–1.03, 1.07            | Vincent Borko    |
| Cezar Grumăzescu       | Coach Vlad                 | 1.01, 1.03, 1.07–1.08      | Rainer Fritzsche |
| Islam Bouakkaz         | Carter                     | 1.01, 1.03–1.04            | Sam Bauer        |
| Morgan Beale           | Jonah                      | 1.01, 1.03–1.04            | Marco Rosenberg  |
| Daniel Hinschoot       | Hyde-Monster               | 1.01, 1.03–1.04, 1.06–1.08 | ohne Worte       |
| Tommie Earl Jenkins    | Bürgermeister Noble Walker | 1.03, 1.05–1.06            | Bernd Egger      |
| William Houston        | Joseph Crackstone          | 1.03, 1.08                 | Tobias Lelle     |
| Garcy Goldmanm         | Gabrielle Barclay          | 1.05, 2.03–2.04            | Peggy Sander     |
| Fred Armisen           | Onkel Fester               | 1.07, 2.02, 2.04           | Gerald Schaale   |
| Haley Joel Osment      | Chet Latroy                | 2.01, 2.03                 | Tim Sander       |
| Kyle Hixon             | Deputy Ryken               | 2.01–2.02, 2.04            | Michael Kühl     |
| Christopher Lloyd      | Professor Orloff           | 2.02, 2.04                 | Lutz Mackensy    |
| Heather Matarazzo      | Judi                       | 2.02–2.04                  | Isabelle Schmidt |
| Thandiwe Newton        | Dr. Rachael Fairburn       | 2.02–2.04                  | Nana Spier       |
| Anthony Michael Hall   | Ron Kruger                 | 2.03                       | Achim Buch       |
| Joanna Lumley          | Grandmama Hester Frump     | 2.04                       | Heide Domanowski |

Anmerkungen:
1. ↑  Die junge Direktorin Weems in Episode 1.05 wird von Oliver Wickham verkörpert

1. ↑  Der junge Deputy Galpin in Episode 1.05 wird von Ben Wilson verkörpert

## Episodenliste
Alle englischen Episodentitel enthalten das englische Wort „Woe“ (deutsch: Leid, Kummer oder Schmerz) als Anspielung bzw. Wortspiel. Das Wort bezieht sich dabei auf die Herkunft des Vornamens von Wednesday Addams, der bei der Entstehung der Fernsehserie The Addams Family aus der dritten Zeile „Wednesday’s Child Is Full of Woe“ des volkstümlichen, erstmals 1838 schriftlich erwähnten englischen Kinderreims Monday's Child entnommen wurde.

### Staffel 1
| Nr. (ges.) | Nr. (St.) | Deutscher Titel                        | Originaltitel                    | Regie           | Drehbuch                                  |
| --- | --------- | -------------------------------------- | -------------------------------- | --------------- | ----------------------------------------- |
| 1 | 1         | Mittwochskind trägt großes Leid        | Wednesday’s Child Is Full of Woe | Tim Burton      | Alfred Gough & Miles Millar               |
| Wednesday Addams, eine Highschool-Schülerin, findet ihren Bruder Pugsley gefesselt in einem Spind auf dem Schulflur. Sie hat eine Vision von seinen Peinigern. Für den Versuch, diese aus Rache zu töten, wird sie von der Schule verwiesen. Ihre Eltern Morticia und Gomez beschließen, sie an der Nevermore Academy, einer Schule für Ausgestoßene, einzuschreiben. Währenddessen wird ein Wanderer in der Nähe von Nevermore von einer unbekannten Kreatur getötet. Wednesdays Eltern lassen das eiskalte Händchen, eine empfindungsfähige, körperlose Hand, auf sie aufpassen. Sie lernt ihre Zimmergenossin Enid kennen, das komplette Gegenteil von ihr, und duelliert sich mit Bianca, dem beliebten Mädchen, nachdem diese einen anderen Jungen, Rowan, schikaniert hat. Später wird Wednesday fast von einem herabstürzenden Wasserspeier getötet, aber sie wird von Biancas Ex-Freund Xavier gerettet. Nachdem sie aus ihrer gerichtlich angeordneten Therapiesitzung geflohen ist, trifft Wednesday auf Tyler, der sich bereit erklärt, ihr bei der Flucht aus Nevermore zu helfen. Sie wird jedoch von der Direktorin Larissa Weems aufgegriffen und zurück in die Schule gebracht. Später treffen sich Tyler und Wednesday auf dem örtlichen Jahrmarkt, und Wednesday hat eine Vision von Rowans Tod. Rowan versucht, sie zu töten, wird aber von dem Monster ermordet. |           |                                        |                                  |                 |                                           |
| 2 | 2         | Trautes Heim, Leid allein              | Woe Is the Loneliest Number      | Tim Burton      | Alfred Gough & Miles Millar               |
| Wednesday überzeugt den skeptischen Sheriff Galpin davon, dass der Täter in Wirklichkeit ein Monster ist. Plötzlich taucht Rowan unversehrt wieder auf. Wednesday zweifelt an ihrem Verstand und beschließt, die Morde selbst zu untersuchen. Sie streift über den Campus, um sich nach Rowan zu erkundigen, und erfährt, dass er von der Schule verwiesen wurde. Währenddessen macht sich Weems wegen Wednesdays Visionen Sorgen und beobachtet sie genau. Wednesday konfrontiert einen abwehrenden Rowan, als er die Schule verlässt, und schickt das eiskalte Händchen los, ihm zu folgen. Rowan entpuppt sich als Weems, die sich in ihn verwandelt hat, und das eiskalte Händchen verliert sie. Wednesday hat Visionen von einem Buch, das einer alten Studentenverbindung gehört. Auf ihrer Suche nach dem Buch hört sie, wie Bianca plant, das bevorstehende Schülerturnier zu manipulieren. Wednesday schließt sich Enid an, um Bianca zu besiegen und das Turnier zu gewinnen. Später entdeckt Wednesday eine versteckte Bibliothek in der Schule, wo sie gefangen genommen wird. |           |                                        |                                  |                 |                                           |
| 3 | 3         | Freund und Leid liegen nah beieinander | Friend or Woe                    | Tim Burton      | Kayla Alpert                              |
| Wednesday findet sich gefesselt und umgeben von Mitgliedern einer elitären Studentengesellschaft, darunter Bianca und Xavier. Wednesday befreit sich und verlässt die Bibliothek, wobei sie eines der Bücher mitnimmt. Schulleiterin Weems befiehlt Wednesday, die passioniert Cello spielt, bei einer bevorstehenden Feier in der Stadt in der Schulband zu spielen. Eine Zeichnung in dem Buch führt sie zu einer Ausstellung auf einem örtlichen Jahrmarkt, wo sie das Gemälde eines Mädchens bemerkt, das sie in ihren Visionen gesehen hatte. Im Wald sieht Wednesday das Mädchen – das sie für eine alte Vorfahrin von ihr hält – bereit für die Hinrichtung durch Joseph Crackstone, den Urvater der Stadt, der alle Außenseiter töten will, aber sie kann entkommen. Wednesday gerät in einen Hinterhalt des Monsters, von dem sie erfährt, dass es ein Mensch ist. Zurück in der Stadt stört Wednesday die Zeremonie, indem sie eine öffentliche Joseph-Crackstone-Statue in Flammen aufgehen lässt, und wird von Weems getadelt. Bei der Untersuchung eines Tatorts im Wald findet die Polizei eine Kamera, mit der Fotos des Monsters aufgenommen wurden. |           |                                        |                                  |                 |                                           |
| 4 | 4         | Bei Leid und Trank                     | Woe What a Night                 | Tim Burton      | Kayla Alpert                              |
| Wednesday und das eiskalte Händchen brechen in das Büro des Gerichtsmediziners ein, um die Akten der Opfer des Monsters zu kopieren. Bei dem Versuch, ein Muster zu erkennen, stellt sie fest, dass bei jedem Opfer Körperteile chirurgisch entfernt worden sind. Wednesday wird Xavier gegenüber misstrauisch und folgt ihm in sein Kunstatelier, wo sie mehrere Zeichnungen des Monsters entdeckt, die sie zum Versteck des Monsters führen. Dort findet sie eine seiner Klauen und übergibt sie Sheriff Galpin, um die DNA abzugleichen. Wednesday und Tyler besuchen gemeinsam den alljährlichen Ball namens Raben-Tanz der Schule. Währenddessen wird Eugene, ein Mitschüler, der in Wednesdays Ermittlungsarbeit eingeweiht ist, Zeuge, wie eine getarnte Gestalt die Höhle des Monsters sprengt. Der Tanz wird vom Sohn des Bürgermeisters unterbrochen, der mit seinen Helfern über die Sprinkleranlage des Saals blutrote Farbe auf die Gäste des Balls herabregnen lässt, um sich dafür zu rächen, dass Wednesday die Feierlichkeiten der Stadt gestört und die öffentliche Joseph-Crackstone-Statue zerstört hat. Wednesday spürt, dass Eugene in Gefahr ist, und geht in den Wald, wo er von dem Monster schwer verletzt wird. |           |                                        |                                  |                 |                                           |
| 5 | 5         | Wer Leid sät …                         | You Reap What You Woe            | Gandja Monteiro | April Blair                               |
| Vor 32 Jahren wurde Gomez unter dem Verdacht verhaftet, Garrett Gates in Nevermore umgebracht zu haben. In der Gegenwart besuchen die Addams Wednesday zum Elternwochenende in Nevermore. Eine Familientherapiesitzung wird abgebrochen, als Wednesday ihre Eltern mit dem Mordverdacht konfrontiert. Währenddessen erfährt Sheriff Galpin, dass der Gerichtsmediziner Selbstmord begangen hat, nachdem er zugegeben hat, den Autopsiebericht von Gates gefälscht zu haben. Galpin kommt zu dem Schluss, dass Gomez schuldig ist und verhaftet ihn. Im Gefängnis offenbart Gomez Wednesday, dass Gates durch einen Unfall getötet wurde, während Morticia gesteht, Gates getötet zu haben. Wednesday und Morticia heben Gates’ Grab aus, um festzustellen, dass er tödlich vergiftet war, bevor er getötet wurde. Sie werden aber von der Polizei erwischt und für die Nacht verhaftet. Später stellen sie den Bürgermeister zur Rede, der enthüllt, dass Garrett die gesamte Schule vergiften wollte, weil sein Vater Außenseiter hasst. Der Bürgermeister willigt ein, Gomez freizulassen, nachdem er zugegeben hat, Gates’ Motiv vertuscht zu haben. Zurück in Nevermore gibt Weems widerwillig zu, dass sie Rowans Tod durch Gestaltwandeln vertuscht hat, um einer Kontroverse in der Schule zu entgehen. |           |                                        |                                  |                 |                                           |
| 6 | 6         | Leid pro quo                           | Quid Pro Woe                     | Gandja Monteiro | April Blair                               |
| Wednesday versucht, Goody, eine alte Vorfahrin und Hellseherin, herbeizurufen. Während einer Überraschungs-Geburtstagsfeier hat Wednesday eine Vision von Goody, die sie anweist, das Haus der Gates aufzusuchen. Dort wird sie Zeugin, wie der Bürgermeister das Gebäude verlässt, und schleicht sich in sein Auto. Als sie wieder in der Stadt ankommt, wird der Bürgermeister überfahren und schwer verletzt. Weems sperrt die Schule ab und verbietet Wednesday, das Gelände zu verlassen. Mit der Hilfe von Tyler und Enid entkommt sie und kehrt zum Anwesen der Gates zurück. Dort entdecken sie, dass Laurel Gates, Garretts lange tot geglaubte Schwester, noch am Leben sein könnte. In einem Keller finden sie die abgetrennten Körperteile der Opfer des Monsters, müssen aber fliehen, nachdem sie von dem Monster überfallen wurden. Wednesday führt Sheriff Galpin zu dem Keller, der jedoch leer ist. Im Nevermore überredet Wednesday Weems, sie nicht zu verweisen, um ihre Ermittlungen fortsetzen zu können. Im Krankenhaus tötet eine unbekannte Gestalt den Bürgermeister. |           |                                        |                                  |                 |                                           |
| 7 | 7         | Kommt Leid, kommt Rat                  | If You Don’t Woe Me by Now       | James Marshall  | Alfred Gough, Miles Millar & Matt Lambert |
| Bei der Beerdigung des Bürgermeisters bemerkt Wednesday eine lauernde Gestalt und jagt sie in den Wald. Die Gestalt entpuppt sich als Onkel Fester, der Wednesday erklärt, dass das Monster, das sie erforscht hat, ein Hyde ist. Gemeinsam holen sie ein Tagebuch aus der versteckten Bibliothek, aus dem hervorgeht, dass ein Hyde immer einen Meister haben muss. Später verfolgen sie Xavier, der sich mit Dr. Kinbott, Wednesdays Therapeutin, im Wald trifft. Nach ihrer Rückkehr von einem Date mit Tyler findet Wednesday ihr Zimmer verwüstet, das Tagebuch gestohlen und das eiskalte Händchen schwer verletzt vor. Nachforschungen über Laurel Gates ergeben, dass sie sowohl lebt als auch die Meisterin des Hyde ist. Wednesday verdächtigt zunächst Dr. Kinbott, doch sie wird von dem Hyde getötet. Die Polizei trifft ein und verhaftet Xavier, den Wednesday für die Kreatur hält. Wednesday beschließt, eine Beziehung mit Tyler einzugehen, hat aber plötzlich eine Vision, dass er der Hyde ist. |           |                                        |                                  |                 |                                           |
| 8 | 8         | Ein Leid kommt selten allein           | A Murder of Woes                 | James Marshall  | Alfred Gough & Miles Millar               |
| Wednesday und ihre Klassenkameraden locken Tyler in den Wald, wo sie ihn entführen. Um ein Geständnis zu erlangen, beginnt Wednesday, den gefesselten Tyler mit einer Elektroschockwaffe zu foltern. Da sie mit ihren Methoden nicht einverstanden sind, alarmieren ihre Mitschüler Weems, und Wednesday wird verhaftet. Auf der Polizeiwache gesteht Tyler schließlich, das Monster zu sein. Weems hat genug von Wednesdays Verhalten und verweist sie aus Nevermore. Wednesday besucht Eugene im Krankenhaus, der ihr erzählt, dass die Gestalt, die er in der Höhle des Monsters sah, rote Stiefel trug, die zu denen von Ms. Thornhill passen. Mithilfe ihrer Gestaltwandlerkräfte bringen Weems und Wednesday Thornhill dazu, ihre wahre Identität – Laurel Gates – zu gestehen. Gates gelingt es jedoch, Weems mit einer Giftspritze in die Halsschlagader zu töten und Wednesday mit einer Schaufel bewusstlos zu schlagen. Mit Wednesdays Blut und einem Zauberspruch erweckt Gates Crackstone wieder zum Leben, der Wednesday mit einem Dolch niedersticht und tödlich verwundet, doch der Geist von Goody Addams erscheint, um sie mit ihren übernatürlichen Kräften zu heilen. Enid, die sich endlich in ihre Werwolf-Form verwandelt hat, besiegt Tyler in seiner Hyde-Form, während der wiederauferstandene Crackstone in Nevermore einbricht, um die Schule zu zerstören. Nach einem Kampf ersticht Wednesday mit der zerbrochenen Klinge eines Säbels den Widersacher Crackstone und beseitigt Gates mit einem Tritt ihres Stiefels. Xavier wird aus dem Gefängnis entlassen, und Wednesday verlässt Nevermore für die Ferien. Während der Heimfahrt in der Addams’schen Limousine erhält Wednesday jedoch auf dem pechschwarzen Smartphone, das ihr Xavier zum Abschied geschenkt hat, die mysteriöse Nachricht eines fremden Stalkers. |           |                                        |                                  |                 |                                           |
| Die erste Staffel wurde am 23. November 2022 auf Netflix veröffentlicht. |           |                                        |                                  |                 |                                           |

### Staffel 2
| Nr. (ges.) | Nr. (St.) | Deutscher Titel                            | Originaltitel            | Regie           | Drehbuch                                    |
| --- | --------- | ------------------------------------------ | ------------------------ | --------------- | ------------------------------------------- |
| Teil 1 |           |                                            |                          |                 |                                             |
| 9 | 1         | Neuer Tag, neues Leid                      | Here We Woe Again        | Tim Burton      | Alfred Gough & Miles Millar                 |
| 10 | 2         | Besser das Leid, das man kennt             | The Devil You Woe        | Paco Cabezas    | Matt Lambert                                |
| 11 | 3         | Ruf des Leids                              | Call of the Woe          | Paco Cabezas    | Valentina Garza                             |
| 12 | 4         | Wenn diese Wände ihr Leid beklagen könnten | If These Woes Could Talk | Tim Burton      | Lauren Otero                                |
| Teil 2 |           |                                            |                          |                 |                                             |
| 13 | 5         | –                                          | –                        | Angela Robinson | Erika Vazquez & Siena Butterfield           |
| 14 | 6         | –                                          | –                        | Angela Robinson | Alfred Gough, Miles Millar & Kayla Alpert   |
| 15 | 7         | –                                          | –                        | Tim Burton      | –                                           |
| 16 | 8         | –                                          | –                        | Tim Burton      | Alfred Gough, Miles Millar & James Madejski |
| Der erste Teil der zweiten Staffel wurde am 6. August 2025 auf Netflix veröffentlicht. Teil 2 soll am 3. September 2025 folgen. |           |                                            |                          |                 |                                             |

## Produktion und Hintergründe
Die Drehbuchautoren Alfred Gough und Miles Millar lehnen sich an die Figur Wednesday Addams aus der Addams Family an, die ab den 1930ern beliebt war. Seither gab es zahlreiche Verfilmungen der Monsterfamilie, die sich Karikaturist Charles Addams einst ausgedacht hatte.
Schauspielerin Christina Ricci, die in der Serie die Lehrerin Marilyn Thornhill spielt, hatte in dem Film Addams Family im Jahr 1991 und dessen Fortsetzung Die Addams Family in verrückter Tradition (1993) selbst die Rolle der Wednesday Addams verkörpert.
Die viral vielbeachtete und häufig nachgeahmte Tanzszene zum Lied Goo Goo Muck von The Cramps auf dem Schulball in Folge 1.04 wurde von Hauptdarstellerin Ortega selbst choreografiert, dabei habe sie Bewegungen der Sängerin Siouxsie Sioux übernommen. Während der Dreharbeiten zu dieser Szene war sie an Covid-19 erkrankt.

### Dreharbeiten

#### Staffel 1
Die Dreharbeiten für Staffel 1 fanden in Rumänien statt. Gedreht wurde dort in den Städten Bușteni, Bâlteni, Sinaia (Bahnhof) und in Bukarest. In der Hauptstadt wurde unter anderem in der Polytechnische Universität Bukarest und dem Botanischen Garten gedreht. In Busteni diente vor allem das Schloss Cantacuzino als Außenkulisse für die Nevermore Academy.
Viele der Kulissen wurden jedoch in den Buftea Filmstudios bei Bukarest angefertigt. Rund um Bukarest und Bușteni wurden viele Szenen in der rumänischen Natur gefilmt, die laut den Produzenten gut zum fiktionalen Schauplatz in Vermont in den USA passt.
Die Dreharbeiten fanden mitten in der Covid-19-Pandemie statt und wurden am 9. Juni 2022 beendet. Die internationale Besetzung wurde durch drei rumänische Schauspieler verstärkt, so etwa spielt Victor Dorobantu das eiskalte Händchen.

#### Staffel 2
2024 wurde bekannt gegeben, dass die zweite Staffel von Wednesday in Irland gedreht wird. Die Besetzung wurde dabei um Lady Gaga erweitert, wofür sich Hauptdarstellerin Jenna Ortega im Juni 2023 in einem Interview stark gemacht hatte.

## Rezeption
Der Journalist Lars Weisbrod schrieb in Die Zeit: „Ein wahrer Glücksfall, dass man für diese Serie den fröhlichsten Horrorkünstler der USA, Tim Burton, gewinnen konnte als Produzenten und Regisseur von vier Folgen, also einen Mann, der weiß, dass auch Gruselfun unbedingt mit einschließt, dass man sich mal vor Angst ein bisschen in die Hose macht und das Blut spritzt. Und noch ein Glücksfall, dass Jenna Ortega diese pubertierende Wednesday spielt, ‚meine kleine Todesfalle‘, wie Vater Addams sie so zärtlich nennt. Ihr dabei zuzuschauen, wie sie mit starrem Blick die Mitschüler in Panik versetzt, das ist so, wie zum ersten Mal Johnny Depp als Pirat zu sehen oder Heath Ledger als Joker oder Markus Lanz als Talkshowmoderator. Egal, ob man alles ein bisschen drüber findet, man weiß hier einfach: Diese Figur wird noch durchs popkulturelle Gedächtnis geistern, wenn wir alle in den Gräbern ruhen, die Wednesday Addams so gern schändet.“
Die Süddeutsche konstatiert: „Die Serie ist ein wüster Mix aus Harry Potter, Superhelden-Fantasy und Krimi, Wednesday fängt an zu ermitteln: Jericho wird von einer Mordserie erschüttert. Der Sheriff glaubt, dass das Böse in der Nevermore Academy zu Hause ist. Und Wednesday ist der festen Überzeugung, dass einer von den stinknormalen Leuten aus Jericho dahintersteckt. Es ist, der Satz fällt früh, aber nicht immer alles Schwarz oder Weiß auf Erden. Wednesday macht sich ein wunderbar komplexes Bild von der Welt – allerdings sind der Genre-Melange mit vielen Rückblenden und die Flut der Figuren manchmal etwas unübersichtlich.“

## Trivia
Wednesday benutzt eine Schreibmaschine mit deutschem QWERTZ-Tastaturlayout und deutschen Umlauten; es handelt sich dabei um eine Juwel 1930 Model 3. Außerdem besitzt sie eine Nixie-Uhr.

## Auszeichnungen
Wednesday wurde im Dezember 2022 für einen der Golden Globe Awards 2023 als Beste Serie – Komödie/Musical nominiert, außerdem Hauptdarstellerin Ortega als Beste Serien-Hauptdarstellerin – Komödie/Musical.